# 能登芳昭
能登 芳昭（のと よしあき、1939年〈昭和14年〉4月24日 - 2022年〈令和4年〉2月7日）は、日本の政治家。元北海道富良野市長（3期）。

## 来歴
北海道富良野市出身。北海道富良野高等学校卒業。富良野市役所に入庁。1994年（平成6年）6月、収入役に就任。1998年（平成10年）、助役に就任。2002年（平成14年）、辞職。
2003年（平成15年）4月、富良野市議会議員に初当選。
2006年（平成18年）4月23日に行われた富良野市長選挙に自民党富良野沿線ブロックの推薦を受けて立候補。連合富良野の推薦を受けた元市議の佐々木雅夫を破り初当選を果たした。5月15日、市長就任。
2010年（平成22年）、前回戦った佐々木雅夫を破り再選。2014年（平成26年）、無投票で3選。2018年（平成30年）5月14日の任期満了をもって退任。
2019年、旭日小綬章受章。